# Miya Records
Miya Records – azjatycka firma fonograficzna z siedzibą na Tajwanie. Wydawnictwa firmy to nielegalne edycje (tzw. bootlegi, piraty) japońskich zespołów pop oraz ścieżek dźwiękowych do popularnych japońskich gier oraz serii i filmów animowanych (anime).
Firma reprezentuje dosyć wysoki poziom swoich produktów, a ich oferta jest regularnie powiększana o nowe tytuły. Wydania CD zazwyczaj mają typowy dla japońskiego rynku kartonowy pasek na grzbiecie płyty (obi) oraz zbliżony do oryginału nadruk samej płyty, jednakże łatwo rozpoznać, że produkt to nielicencjonowana kopia – „Made in Taiwan” oraz uproszczony numer seryjny.
CD i DVD z logiem Miya Records zazwyczaj są sprzedawane przez amerykańskich i europejskich sprzedawców zarówno w sklepach internetowych jak i na aukcjach popularnych serwisów aukcyjnych takich jak EBay czy QXL (w Polsce: Allegro); sprzedawcy nie zaznaczają w żaden sposób, że produkt jest nielegalny.

## Numery seryjne i ich prefiksy
- Ścieżki dźwiękowe do serii anime i gier – MICA-
- Albumy z muzyką pop (j-pop – japoński pop) – MICP-
- Płyty DVD – MIDP-